# 胡凱
胡凱（こ がい、フー・カイ、1982年8月4日 - ）は、中国の男子陸上競技選手。専門は短距離走。山東省青島市出身。
2005年の清華大学在籍時にイズミルで開催されたユニバーシアードに出場し、100m走で中国人男子初の金メダルを獲得した。翌年のアジア競技大会では4×100mリレーで銅メダルを獲得した。
2008年の北京オリンピックでは代表に選ばれ、100m走では二次予選で敗退、4×100mリレーでは決勝に進出したものの失格になっている。

## 自己ベスト
| 種目 | 記録              | 年月日        | 場所 | 備考 |
| 屋外 | 屋外              | 屋外          | 屋外 | 屋外 |
| ---- | ----------------- | ------------- | ---- | ---- |
| 100m | 10秒24 (+0.5 m/s) | 2008年5月23日 | 北京 |      |
| 200m | 20秒57 (+0.8 m/s) | 2006年4月23日 | 重慶 |      |
| 室内 |                   |               |      |      |
| 60m  | 6秒61             | 2006年2月24日 | 北京 |      |
| 200m | 21秒37            | 2004年2月19日 | 天津 |      |

## 主な戦績
| 年   | 大会             | 場所   | 種目    | 結果          | 記録          | 備考 |
| ---- | ---------------- | ------ | ------- | ------------- | ------------- | ---- |
| 2005 | 東アジア競技大会 | マカオ | 100m    | 優勝          | 10秒40        |      |
| 2006 | アジア競技大会   | ドーハ | 100m    | 準決勝1組8着  | 10秒75 (+0.8) |      |
| 2006 | アジア競技大会   | ドーハ | 4x100mR | 3位           | 39秒62 (4走)  |      |
| 2008 | オリンピック     | 北京   | 100m    | 2次予選5組8着 | 10秒40 (-0.1) |      |
| 2008 | オリンピック     | 北京   | 4x100mR | 決勝失格      | DQ (4走)      |      |
| 2009 | 東アジア競技大会 | 香港   | 100m    | 予選2組5着    | 10秒86        |      |
| 2009 | 東アジア競技大会 | 香港   | 4x100mR | 3位           | 39秒86 (4走)  |      |